# Longina Trudzińska
Longina Trudzińska, właściwie Wanda Janina Trudzińska (ur. 23 kwietnia 1911 w Trembowli, zm. 16 maja 1944 w Sahryniu) – polska zakonnica.
Byłą siódmym spośród dziesięciorga dzieci Ludwika i Marceli z Żydkowskich. Jej ojciec prowadził gospodarstwo rolne i warsztat kowalsko – ślusarski. Straciła rodziców w wieku 4 lat. W czasie walk polsko-ukraińskich w 1919 zginął na jej oczach stryj i stryjenka. Wychowywała się u sióstr dominikanek w Tarnopolu, a potem w Trembowli. W wieku 18 lat została przyjęta do Zgromadzenia Sióstr Służebniczek Najświętszej Maryi Panny Niepokalanie Poczętej. Śluby zakonne złożyła w 1931 r., a śluby wieczyste w 1936 r. Ukończyła kurs pedagogiczny w Poznaniu. Placówką, do której została skierowana był Zakład Sierot w Turkowicach, gdzie jako wychowawczyni pracowała do końca życia.
W czasie II wojny światowej sytuacja zakładu, zamieszkałego przez około 400 osób, była bardzo ciężka, doskwierał głód. Siostry, aby temu zaradzić, razem z dziećmi jeździły po żywność wózkiem torowym do oddalonych o 8 km Werbkowic. 15 maja 1944 r. s. Longina Trudzińska wraz ośmioma chłopcami (w wieku 10 – 12 lat), którzy sami się zgłosili, wyruszyła po prowiant. W tej grupie znaleźli się: Staś Kuczyński z Lublina, Zbyszek Michałowski z Warszawy, Janusz Sadowski ze Lwowa (chłopiec pochodzenia żydowskiego) i dwóch braci Wysmyków z Hrubieszowa (imiona pozostałych są nieznane). W drodze powrotnej z Werbkowic siostra zauważyła, że płonie kościół w Malicach i pośpieszyła z chłopcami na ratunek. Wyniosła obraz Serca Jezusowego, a kiedy poszła po inne rzeczy, została zatrzymana razem z wychowankami przez funkcjonariuszy Ukraińskiej Policji Pomocniczej. Chłopiec Ukrainiec został zwolniony, a s. Longina po nocy spędzonej na posterunku w Sahryniu została nazajutrz wywieziona do lasu i rozstrzelana wraz pozostałymi chłopcami.
W 1975 ks. Jan Pokrywka (1956-2014), powiadomił siostry w Sahryniu o miejscu, gdzie znajdują się szczątki s. Longiny i chłopców. Po ekshumacji szczątki zamordowanych spoczęły we wspólnej mogile na cmentarzu w Starej Wsi na Podkarpaciu, gdzie znajduje się dom generalny Zgromadzenia Sióstr Służebniczek. Życie i męczeństwo s. Longiny Trudzińskiej opisał w swojej książce „Wózkiem do nieba” Leszek Wójtowicz.

## Upamiętnienia
- 1954 r. – wmurowanie pamiątkowej tablicy dedykowanej s. Longinie w kościele w Sahryniu
- 1972 r. – zawieszenie w kościele w Malicach dzwon z napisem „Odlano mnie w 28. rocznicę śmierci Siostry Longiny Trudzińskiej i 7 chłopców; będę głosił miłość i przebaczenie”.
- 2004 r. – poświęcenie pomnika, postawionego w miejscu śmierci s. Longiny i wychowanków Zakładu z Turkowic.
- 2007 r. – poświęcenie pomnika w Turkowicach.
- 2010 r. – imię s. Longiny Trudzińskiej otrzymuje Zespół Szkół w Sahryniu
- 2022 r. – odsłonięcie pamiątkowej tablicy na Pomniku Ofiar Ludobójstwa dokonanego przez OUN-UPA na Kresach Wschodnich II RP (Zielona Góra-Łężyca)